# 代理
代理即是代表授權方處理事務。在法律上，是指代理人，被授權方准許以其人（法律上稱為「本人」的）名義，與第三者為法律行為的意思表示。因獲得授權而為之的法律行為，可以對授權方直接發生法律上效力。
代理依其發生的原因又可以分為法定代理與意定代理。
代理基本上為財產法上概念，具一身專屬性質的身分行為原則上不許代理；另外，侵權行為也不能代理。

## 代理制度設置的意義
- 在意定代理的情況下，代理制度主要是為了擴大私法自治的範圍，使本人能藉由代理人從事更多私法上的行為，而擴張其生活領域。當然，這會涉及到代理權如何授與的問題
- 在法定代理的情況下，代理制度則是為了要補充私法自治之不足，經由代理制度使被代理人也能夠參與社會生活。法定代理的適用情況，通常是為了保護弱勢的本人而設置。[1]

## 代理權與處理權
代理權與處理權在法律概念上常被混淆：代理權是指代理人得用本人之名義，替本人為某種法律行為；而處理權是指本人委託他人（通常稱為受任人）處理法律上的事務，該他人獲得處理事務之權限。兩者的區別，於前者之情形，單單只有代理權授與時，代理人並不當然獲得處理事務之權限；而於後者之情形，受任人也並不當然得用本人的名義處理事務，而是是受任人先用自己的名義處理事務，然後再把法律結果再次轉讓給本人。但是代理權與處理權兩者並沒有衝突，甚至這兩者常常相互為用，譬如本人授權某他人代為處理事務，同時亦授與代理權，這樣一來，該他人能以本人之名義，替本人處理該授權之事務。

## 是否為債之發生原因的爭議
關於代理權之授與，中華民國民法典規定於債編中「債之發生」一節中，因此導致民法關於代理的規定分散於總則編及債編之中，並且引發了代理權授與是否為債之發生的原因之一的爭議。對此，或有採肯定說者。然而台灣的多數學者採取否定的見解，認為代理權之授與並非債之發生的原因之一。而其所持最主要的原因在於代理權授與行為單單用單獨行為便可達成，亦即僅須一方之意思表示即會使該法律行為發生效力，因此代理權之授與不需要得到代理人之承諾即會發生效力，代理人僅是享受代理的權利，並不會因此而對於本人負有任何義務，蓋因任何人皆不能本於其單方之意思，而強使他方必須在法律上負有任何作為或不作為之義務。

## 代理發生之原因
代理權依其發生原因的不同，可分為「法定代理」和「意定代理」：
- 法定代理：基於法律規定而發生的代理，一般常見於父母與未成年子女間；或是受監護宣告、輔助宣告之人與其監護人之間。此外民法還規定在若干情況當事人有法定代理的權限或行為效果，如夫妻在日常家務的處理上，法律訂夫妻雙方互為彼此的代理人[5]，而胎兒享有繼承的資格，關於遺產之分割，明定以其母為其代理人[6]。以及在無人繼承的事件中，可依親屬會議聲請依公示催告程序，定六個月以上之期限公告，以使繼承人得以於期限內承認繼承。該期限內，繼承人承認繼承時，原先所選定的遺產管理人，在繼承人承認繼承前所為之職務上行為，視為繼承人之代理，[7]亦屬於法定代理的情況。另外，董事為法人之法定代理人；機關首長為機關之法定代理人，併此敘明。
- 意定代理：基於法律行為而產生的代理，而通常代理人和本人間會另外有一個代理權授予的行為，這個法律行為的最低要求是單獨行為。

## 代理的要件
- 代理人有代理權限：即代理人獲得本人的授權，該授權的內容係為准許代理人以本人之名義向第三人為某種法律行為。
- 以本人名義：這是用來區別代理人自己為法律行為，或是代理人替代本人為法律行為的重要指標。當代理以本人名義與相對人為法律行為時，在外觀上才能令他人知䁱法律行為的當事人究竟是誰？是代理人自己，或是替本人為法律行為。
- 代理的容許性；並不是所有法律上的行為都可以代理。不能代理的情況，例如一身專屬的權利、事實行為、不法行為皆不可代理。
- 代理行為之效果須直接及於本人。

## 代理的限制

### 間接代理
間接代理乃指行為人非以本人之名義，而是以其自己的名義但為本人之計算，而為法律行為而言。這是一種類似代理的制度，但並非法律所稱之代理，因為這是代理人自己之名義所為之。故不會發生代理的相關法律效果。間接代理的相對概念是直接代理，直接代理就是指一般代理。

### 自己代理與雙方代理
法律原則禁止自己代理及雙方代理的情形，因為在此種情況下，將會產生利害衝突的問題。僅例外在經本人許諾，或是專為履行債務時允許。

#### 自己代理
代理人為自己及被代理人（本人）為法律行為，此時對於該本人之代理即稱之為「自己代理」。譬如說，甲為乙的代理人，而其代理乙向自己（甲）買房子，此即為自己代理，於此種情況下，因為會有利益衝突的問題，因為此時代理人乙與本人甲處於對立的地位，故原則上禁止這種行為，除非乙獲得甲之同意。

#### 雙方代理
代理人代理進行法律行為之雙方本人（被代理人），則稱之，與「自己代理」相同，會發生利益衝突的問題，故原則上禁止，例外在本人許諾、專為履行債務時有效。

### 複代理
所謂的複代理，即代理人以其名義授予第三人代理本人的權限，此時該第三人即為複代理人。民法上，原則上不允許複代理。

## 代理權的消滅
1. 由於授權行為本身之原因（附條件、期限）而消滅
2. 基礎法律關係消滅
3. 本人撤回代理權
4. 代理人的拋棄
5. 當事人死亡
6. 代理人喪失行為能力

## 無權代理
無權代理有廣義及狹義之分，廣義的無權代理包含了狹義的無權代理及表見代理。

### 相關名詞
- 授權
- 代理商

### 相關職業
1. 律師：法律訴訟双方都可以聘用律師作為代表。
2. 公正人〈公正行〉──索償依據的代表。